# شیجینگ، لاودی
شیجینگ (به لاتین: Shijing) یک منطقهٔ مسکونی در چین است که در Louxing District واقع شده‌است. شیجینگ ۶۵ کیلومتر مربع مساحت و ۳۷٬۹۰۰ نفر جمعیت دارد.